# Брезоваць (Б'єловар)
45°52′ пн. ш. 16°50′ сх. д. / 45.86° пн. ш. 16.83° сх. д.
Брезоваць (хорв. Brezovac) — населений пункт у Хорватії, у Б'єловарсько-Білогорській жупанії у складі міста Б'єловар.

## Населення
Населення за даними перепису 2011 року становило 1 080 осіб.
Динаміка чисельності населення поселення: